# Irgendwann werden wir uns alles erzählen
Irgendwann werden wir uns alles erzählen è un film del 2023 diretto da Emily Atef.
La pellicola è l'adattamento cinematografico dell'omonimo romanzo di Daniela Krien.

## Trama
È l'estate del 1990, il muro di Berlino è caduto ed è l'ultima estate nella DDR prima della riunificazione. Maria, una ragazza di diciannove anni delicata e sognatrice, vive con il suo fidanzato Johannes nella fattoria dei suoi genitori, il Brendel-Hof. Si trova accanto all'Henner-Hof, la più grande fattoria della città, dove vive un uomo solitario e dal carattere duro. Maria lo incontra per caso e basta un solo tocco per iniziare un tragico amore in un paese che cambia.

## Distribuzione
Il film è stato presentato in anteprima mondiale il 17 febbraio 2023 in occasione della 73ª edizione del Festival internazionale del cinema di Berlino.

## Accoglienza
Sul sito web dell'aggregatore di recensioni Rotten Tomatoes, il film ha un indice di gradimento del 38% basato su 8 recensioni, con una valutazione media di 6/10. Su Metacritic, ha un punteggio medio ponderato di 67 su 100 basato su 5 recensioni, indicando "Recensioni generalmente favorevoli".

## Riconoscimenti
- 2023 – Festival internazionale del cinema di Berlino
  - In concorso per l'Orso d'oro